# Xenodens calminechari
Xenodens calminechari — вид вимерлих морських ящірок родини мозазаврів (Mosasauridae). Описаний у 2021 році. Мешкав наприкінці крейди, близько 66 млн років тому. Викопні решки рептилії виявлені у відкладеннях фосфоритного басейну Улед-Абдун в Марокко.

## Опис
За оцінками, довжина Xenodens становила близько 1,6 метра. Він мав вузькоспеціалізовані зуби, які схожі на зуби акули та призначені для полювання на головоногих молюсків, ракоподібних, риб і поїдання трупів морських рептилій.